# ۱۶۲۷ (میلادی)
۱۶۲۷ (میلادی) هزار و ششصد و بیست و هفتمین سال تقویم میلادی است.

## زادگان
- ۲۷ سپتامبر – ژاک بنینی بوسوئه، کشیش فرانسوی (د. ۱۷۰۴)

## درگذشتگان
۳۰ سپتامبر: تیانچی، پانزدهمین امپراتور سلسله مینگ